# 堀昌造
堀 昌造（ほり しょうぞう、1855年（安政2年10月） - 1918年（大正7年）6月3日）は、日本の政治家、衆議院議員（1期）。

## 経歴
石見国鹿足郡邑輝村(のち島根県鹿足郡喜時雨村→畑迫村、現・津和野町)生まれ。漢学と英語を学ぶ。銅山業を営み、畑迫村長となる。
1894年3月の第3回衆議院議員総選挙において島根5区から自由党公認で立候補したが落選した。同年9月の第4回衆議院議員総選挙では大手倶楽部から立候補して当選した。衆議院議員を1期務め、1898年3月の第5回衆議院議員総選挙は不出馬。1918年に死去した。